# Les Ancizes-Comps
 Les Ancizes-Comps  es una población y comuna francesa, situada en la región de Auvernia, departamento de Puy-de-Dôme, en el distrito de Riom y cantón de Manzat.

## Enlaces externos

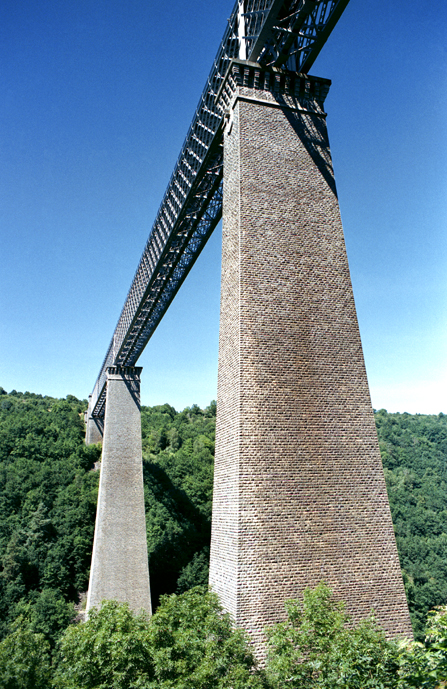
El viaducto des Fades.

## Demografía
| 1776 | 1900 | 1983 | 1985 | 1910 | 1821 |
| Para los censos de 1962 a 1999 la población legal corresponde a la población sin duplicidades (Fuente: INSEE [Consultar]) |      |      |      |      |      |